# Championnat de Belgique de football 1941-1942
Navigation
Saison précédente Saison suivante
Le championnat de Belgique de football 1941-1942 est la 40e saison du championnat de première division belge. Son nom officiel est « Division d'Honneur ». C'est également la première saison des trois que l'on nommera plus tard « championnats de guerre ».
Cette saison marque un retour à la normale des compétitions en Belgique. Les douze équipes qui s'étaient maintenues en Division d'Honneur au terme de la saison 1938-1939 et les deux promus de Division 1 prennent part au championnat. Pour cette année de « reprise », la fédération belge décide qu'aucun club ne sera relégué en fin de saison. 
La lutte pour le titre est une affaire de clubs anversois. En effet, trois clubs de la province d'Anvers occupent les trois premières places en fin de saison. C'est le Liersche SK qui coiffe les lauriers nationaux pour la deuxième fois de son Histoire, le titre remporté la saison précédente n'ayant aucune valeur officielle.

## Perturbations dues au conflit
Même si le territoire n'est pas le théâtre de combats ouverts, le déroulement des compétitions nationales est fréquemment perturbé. Les principales causes sont les difficultés de déplacement. Le carburant est rare, tout comme les moyens de transports. Les chemins de fer sont soumis aux contrôles et aux restrictions imposées par l'occupant.
Certaines zones « sensibles », comme le littoral, sont soumises à un contrôle accru, ou subissent les ravages des bombardements alliés accidentels ou non.
Cet état de fait perdure et augmente durant les deux autres « championnats de guerre », à savoir les saisons 1942-1943 et 1943-1944.

## Clubs participants
Quatorze clubs prennent part à la compétition, autant que lors de l'édition officielle précédente. Ceux dont le matricule est mis en gras existent toujours aujourd'hui. 
| #  | Nom                                       | Mat. | Ville                 | Stades                 | En D1 depuis (série) | Total en D1 | Saison 1938-1939  |
| -- | ----------------------------------------- | ---- | --------------------- | ---------------------- | -------------------- | ----------- | ----------------- |
| 1  | Sportclub Eendracht Alost                 | 90   | Alost                 | Bredestraat            | 1941-1942 (1re)      | 1re         | Division 1A : 1er |
| 2  | Royal Sporting Club Anderlechtois         | 35   | Anderlecht            | Stade Émile Versé      | 1935-1936 (5e)       | 12e         | 5e                |
| 3  | Royal Antwerp Football Club               | 1    | Anvers                | Bosuilstadion          | 1901-1902 (34e)      | 39e         | 8e                |
| 4  | Royal Beerschot Athletic Club             | 13   | Anvers                | Kiel                   | 1907-1908 (28e)      | 34e         | 1er               |
| 5  | Koninklijke Boom Football Club            | 58   | Boom                  | ?                      | 1938-1939 (2e)       | 2e          | 7e                |
| 6  | Royal Cercle Sportif Brugeois             | 12   | Bruges                | Stade du CS Brugeois   | 1938-1939 (2e)       | 34e         | 11e               |
| 7  | Royal Olympic Club Charleroi              | 246  | Montignies-sur-Sambre | Stade de la Neuville   | 1937-1938 (3e)       | 3e          | 3e                |
| 8  | Association Royale Athlétique La Gantoise | 7    | Gentbrugge            | Stade Jules Otten      | 1936-1937 (4e)       | 15e         | 12e               |
| 9  | Royal Standard Club Liège                 | 16   | Sclessin              | Stade de Sclessin      | 1921-1922 (19e)      | 24e         | 9e                |
| 10 | Koninklijke Liersche Sportkring           | 30   | Lierre                | Lispersteenweg         | 1927-1928 (13e)      | 13e         | 2e                |
| 11 | Royal Football Club Malinois              | 25   | Malines               | Achter de Kazerne      | 1928-1929 (12e)      | 15e         | 4e                |
| 12 | Union Saint-Gilloise Société Royale       | 10   | Uccle                 | Stade du Parc Duden    | 1901-1902 (34e)      | 34e         | 6e                |
| 13 | Royal Tilleur Football Club               | 21   | Tilleur               | Stade du Pont d'Ougrée | 1941-1942 (1re)      | 4e          | Division 1B : 1er |
| 14 | Royal White Star Athletic Club            | 47   | Woluwe-Saint-Lambert  | rue de Kelle           | 1934-1935 (6e)       | 7e          | 10e               |

### Localisations
| Antwerp Beerschot Liersche Boom FC Malinois Anderlecht Union SG White Star Olympic E. Aalst La Gantoise CS Brugeois Standard CL R. Tilleur FC |

## Résultats

### Résultats des rencontres
Avec quatorze clubs engagés, 182 matches sont au programme de la saison.
| Résultats (▼dom., ►ext.)                                   | ALO | AND | ANT | BEE | BOO  | CSB | LAG | LIE  | FCM | OLY | STA | USG | TIL | WST |
| SC Eendracht Alost                                         |     | 0-0 | 3-2 | 3-2 | 7-3  | 2-0 | 0-0 | 7-1  | 6-1 | 2-3 | 3-1 | 3-1 | 1-2 | 3-2 |
| R. SC Anderlechtois                                        | 2-1 |     | 1-1 | 1-2 | 2-3  | 2-2 | 0-5 | 6-2  | 4-0 | 1-2 | 3-1 | 2-1 | 3-1 | 1-2 |
| R. Antwerp FC                                              | 4-1 | 1-1 |     | 0-3 | 5-0  | 2-0 | 5-1 | 1-1  | 5-1 | 2-0 | 2-1 | 3-3 | 1-3 | 6-1 |
| R. Beerschot AC                                            | 3-0 | 0-1 | 1-1 |     | 10-1 | 2-0 | 1-2 | 3-1  | 2-5 | 2-1 | 4-1 | 3-1 | 5-0 | 3-1 |
| K. Boom FC                                                 | 0-0 | 2-2 | 0-4 | 1-3 |      | 4-4 | 2-6 | 3-4  | 1-4 | 2-7 | 2-6 | 0-5 | 0-4 | 3-3 |
| R. CS Brugeois                                             | 1-1 | 3-3 | 1-0 | 0-1 | 0-2  |     | 1-0 | 0-1  | 0-1 | 2-2 | 0-1 | 1-0 | 1-3 | 1-1 |
| ARA La Gantoise                                            | 1-2 | 0-2 | 1-2 | 1-0 | 2-0  | 5-0 |     | 0-2  | 2-0 | 1-3 | 2-1 | 4-0 | 3-2 | 2-1 |
| K. Liersche SK                                             | 6-1 | 5-1 | 2-2 | 3-2 | 12-0 | 4-1 | 3-1 |      | 3-0 | 3-0 | 2-2 | 4-0 | 4-2 | 1-2 |
| FC Malinois                                                | 1-2 | 4-0 | 2-2 | 3-8 | 3-2  | 2-3 | 3-1 | 2-0  |     | 4-4 | 4-0 | 5-3 | 1-1 | 5-0 |
| R. Olympic CC                                              | 6-2 | 2-0 | 2-1 | 5-1 | 4-2  | 1-0 | 1-1 | 1-4  | 3-1 |     | 2-1 | 3-5 | 1-0 | 1-2 |
| R. Standard CL                                             | 6-2 | 1-2 | 3-4 | 2-7 | 3-1  | 2-1 | 3-1 | 0-3  | 5-3 | 1-2 |     | 3-3 | 3-2 | 2-1 |
| Union St-Gilloise SR                                       | 4-0 | 2-1 | 4-1 | 1-4 | 7-1  | 1-0 | 1-1 | 4-5  | 2-1 | 2-3 | 3-3 |     | 2-2 | 2-1 |
| R. Tilleur FC                                              | 1-2 | 2-1 | 0-3 | 1-6 | 14-2 | 2-1 | 1-2 | 0-6  | 2-1 | 2-0 | 1-1 | 5-1 |     | 4-3 |
| White Star AC                                              | 2-3 | 0-2 | 0-3 | 2-0 | 1-1  | 4-2 | 3-1 | 0-10 | 6-4 | 3-1 | 3-1 | 7-3 | 1-2 |     |
| - Victoire à domicile - Match nul - Victoire à l'extérieur |     |     |     |     |      |     |     |      |     |     |     |     |     |     |

### Classement final
| Rang | Équipe                    | Pts | J  | G  | N | P  | Bp | Bc  | Diff |
| ---- | ------------------------- | --- | -- | -- | - | -- | -- | --- | ---- |
| 1    | K. Liersche SK            | 39  | 26 | 18 | 3 | 5  | 92 | 41  | +51  |
| 2    | R. Beerschot AC T         | 35  | 26 | 17 | 1 | 8  | 78 | 38  | +40  |
| 3    | R. Antwerp FC             | 33  | 26 | 13 | 7 | 6  | 63 | 36  | +27  |
| 4    | R. Olympic Club Charleroi | 33  | 26 | 15 | 3 | 8  | 60 | 47  | +13  |
| 5    | SC Eencracht Alost        | 30  | 26 | 13 | 4 | 9  | 57 | 55  | +2   |
| 6    | R. SC Anderlechtois       | 27  | 26 | 11 | 5 | 10 | 44 | 44  | 0    |
| 7    | R. Tilleur FC             | 27  | 26 | 12 | 3 | 11 | 59 | 55  | +4   |
| 8    | ARA La Gantoise           | 27  | 26 | 12 | 3 | 11 | 46 | 39  | +7   |
| 9    | Union St-Gilloise SR      | 23  | 26 | 9  | 5 | 12 | 61 | 66  | -5   |
| 10   | R. FC Malinois            | 23  | 26 | 10 | 3 | 13 | 61 | 67  | -6   |
| 11   | R. White Star AC          | 23  | 26 | 10 | 3 | 13 | 52 | 67  | -15  |
| 12   | R. Standard CL            | 22  | 26 | 9  | 4 | 13 | 54 | 63  | -9   |
| 13   | R. CS Brugeois            | 13  | 26 | 4  | 5 | 17 | 24 | 49  | -25  |
| 14   | K. Boom FC                | 9   | 26 | 2  | 5 | 19 | 38 | 122 | -84  |

Légende
- Champion de Belgique 1942

Abréviations
T : Tenant du titre 1939

 : nouveau venu depuis la saison précédente

### Meilleur buteur
Albert De Cleyn (R. FC Malinois) avec 34 buts. Déjà meilleur buteur la saison précédente, il est cette fois reconnu comme tel officiellement. Il est le 25e joueur belge sacré meilleur buteur de la plus haute division belge.

#### Classement des buteurs
Le tableau ci-dessous reprend les 24 meilleurs buteurs du championnat, soit les joueurs ayant inscrit dix buts ou plus durant la saison.
| #   | Pays | Joueur                    | Club                      | Buts | Matches joués |
| --- | ---- | ------------------------- | ------------------------- | ---- | ------------- |
| 1.  |      | Albert De Cleyn           | R. FC Malinois            | 34   | 25            |
| 2.  |      | Arthur Ceuleers           | R. Beerschot AC           | 32   | 26            |
| 3.  |      | Jan Goossens              | Olympic Club de Charleroi | 30   | 26            |
| 4.  |      | Jos Danckaers             | K. Liersche SK            | 28   | 26            |
| 5.  |      | Arsène Vaillant           | R. White Star AC          | 22   | 21            |
| =.  |      | Jules Van Craen           | K. Liersche SK            | 22   | 25            |
| =.  |      | Karel Voogt               | SC Eendracht Alost        | 22   | 26            |
| 8.  |      | Bernard Voorhoof          | K. Liersche SK            | 20   | 26            |
| 9.  |      | Jean Smets                | R. Tilleur FC             | 19   | 25            |
| =.  |      | Gommaar Lodts             | R. Antwerp FC             | 19   | 26            |
| 11. |      | Henri Isemborghs          | R. Beerschot AC           | 17   | 26            |
| 12. |      | Herman Cop                | K. Boom FC                | 16   | 26            |
| 13. |      | Jean Capelle              | R. Standard CL            | 15   | 20            |
| =.  |      | Victor Putmans            | R. Standard CL            | 15   | 24            |
| 15. |      | Jacques Van Caelenberghe  | Union Saint-Gilloise SR   | 14   | 19            |
| 16. |      | Lodewijk Diricx           | Union Saint-Gilloise SR   | 13   | 25            |
| =.  |      | François Winnepenninckx   | Union Saint-Gilloise SR   | 13   | 26            |
| 18. |      | Alfons T'Kint             | SC Eendracht Alost        | 12   | 21            |
| =.  |      | Désiré Van Den Audenaerde | R. Antwerp FC             | 12   | 26            |
| =.  |      | Jozef Wagner              | R. Antwerp FC             | 12   | 26            |
| 21. |      | Raymond Braine            | R. Beerschot AC           | 11   | 19            |
| =.  |      | Albert Laforge            | R. Tilleur FC             | 11   | 22            |
| =.  |      | Albert Leemans            | R. FC Malinois            | 11   | 25            |
| 24. |      | François De Wael          | R. SC Anderlechtois       | 10   | 23            |

## Récapitulatif de la saison
- Champion : K. Liersche SK (2e titre)
- Huitième équipe à remporter deux titres
- Onzième titre pour la province d'Anvers.

| Région flamande (8)             | Région flamande (8) | Province de Brabant (3)      | Province de Brabant (3) | Région wallonne (3)    | Région wallonne (3) |
| ------------------------------- | ------------------- | ---------------------------- | ----------------------- | ---------------------- | ------------------- |
| Province d'Anvers               | 5                   | Région de Bruxelles-Capitale | 3                       | Province de Hainaut    | 1                   |
| Province de Flandre-Occidentale | 1                   | Province du Brabant flamand  | 0                       | Province de Liège      | 2                   |
| Province de Flandre-Orientale   | 2                   | Province du Brabant wallon   | 0                       | Province de Luxembourg | 0                   |
| Province de Limbourg            | 0                   |                              |                         | Province de Namur      | 0                   |

1. ↑  Au niveau footballistique, la province de Brabant est toujours unitaire malgré sa partition territoriale en 1995.

### Admission et relégation
Pour cette saison de reprise, l'URBSFA décrète qu'aucun club n'est relégué à l'échelon inférieur. À l'inverse, deux clubs issu de Division 1 sont promus en Division d'Honneur pour la saison prochaine. Il s'agit de deux clubs bruxellois ayant déjà évolué au plus haut niveau par le passé, le R. Racing CB et le R. CS La Forestoise.

### Débuts en Division d'Honneur
Un club fait ses débuts officiels dans la plus haute division belge. Il est le 41e club différent à y apparaître.
- Le SC Eendracht Alost est le 4e club de la province de Flandre-Orientale à évoluer dans la plus haute division belge.

### Bilan de la saison
| Championnat de Belgique de football 1941-1942 |                           |
| Champion                                      | K. Liersche SK (2e titre) |
| Dauphin                                       | R. Beerschot AC           |
| Promotions et relégations                     |                           |
| Promus en Division d'Honneur                  | R. Racing CB              |
| Promus en Division d'Honneur                  | R. CS La Forestoise       |
| Relégués en Division 1                        | aucun                     |